# شهرستان دانیلز (میشیگان)
شهرستان دانیلز، میشیگان (به انگلیسی: Midland County, Michigan) یک سکونتگاه مسکونی در ایالات متحده آمریکا است که در میشیگان واقع شده‌است.